# Эллман, Люси
Люси Эллманн (англ. Lucy Ellmann; род. 18 октября 1956, Эванстон, Иллинойс) — британская писательница американского происхождения, проживающая в Эдинбурге.

## Биография
Её первая книга «Сладкие десерты» получила премию Guardian Fiction Prize. Родилась в семье американского биографа и литературного критика Ричарда Эллмана и литературного критика Мэри Эллман. Она замужем за американским писателем Тоддом Макьюэном. Её четвёртый роман «Точка во Вселенной» был включен в лонг-лист премии Orange Prize for Fiction и шорт-лист Believer Book Award. В 2019 году её роман «Утки, Ньюберипорт» вошёл в шорт-лист Букеровской премии. В 2019 году стала лауреатом Премии Голдсмита, а в 2020 году — Премии Джеймса Тейта Блэка за роман.
С сентября 2009 г. по июль 2010 г. Эллманн читала лекции и вела семинары по творческому письму в Кентском университете..
Эллманн была отмечена рядом наград и стипендий, в том числе Royal Literary Fund; Университета королевы Маргарет 2017/18; Университета Данди 2011/12; Университета королевы Маргарет 2005-07; был стипендиатом Хоторндена и стипендиатом Хоторндена, проживающим в замке Хоторнден.

## Произведения
- Sweet Desserts (1988)
- Varying Degrees of Hopelessness (1991)
- The Spy Who Caught a Cold (screenplay, 1995)
- Man or Mango? A Lament (1999)
- Dot in the Universe (2003)
- Doctors & Nurses (2006)
- Mimi (2013)
- Ducks, Newburyport (2019)
- Things Are Against Us (2021)